# Honor Blackman
Honor Blackman (Londres, 22 de agosto de 1925 – Lewes, 5 de abril de 2020) foi uma atriz britânica. Ela é mais conhecida por seu trabalhos na série de sucesso da TV  britânica Os Vingadores e pela bond girl Pussy Galore de 007 Contra Goldfinger, realizados nos anos 1960.

## Biografia
Blackman nasceu em West Ham, um distrito do leste de Londres e estudou arte dramática na Guildhall School of Music and Drama depois de persuadir seu pai, um estatístico, de que um curso de atriz seria o melhor presente de aniversário que ela poderia ganhar.
Atriz de cinema, televisão, teatro e cantora, foi uma das mais populares artistas do Reino Unido nos anos 1960, por conta de sua personagem Cathy Gale, uma antropóloga perita em judô e apaixonada por roupas de couro, na série de televisão Os Vingadores. Foi esta popularidade que a levou aos filmes de James Bond, pela escolha do produtor Albert Broccoli, e a Pussy Galore, a líder de uma gangue feminina que trai seu patrão e se apaixona por Bond em 007 contra Goldfinger, que lhe deu fama mundial. Honor continua sendo a mais velha de todas as bond girls dos filmes oficiais da série, com 39 anos quando participou de Goldfinger.
Outros de seus filmes foram Life at the Top, com Laurence Harvey, Quarteto, Jasão e o Velo de Ouro, Shalako, com Brigitte Bardot e o mesmo Sean Connery de Goldfinger e mais recentemente um pequeno papel em O Diário de Bridget Jones.
Nos anos 1980 trabalhou nos palcos londrinos e em turnê pelo país em peças como My Fair Lady e Cabaret.
Honor também foi cantora e gravou um single em seguida ao sucesso mundial de Goldfinger, que foi o quinto mais vendido na parada de sucessos britânica, "Kinky Boots", e um álbum chamado Everything I've Got.
Casada por duas vezes. Foi militante dos liberais-democratas ingleses e da organização Republic, que pretende substituir a monarquia por um chefe-de-estado no Reino Unido. Honor recusou em 2002 a comenda da Ordem do Império Britânico no grau de cavaleiro.
Morreu no dia 5 de abril de 2020 em Lewes, aos 94 anos.